# Edersee

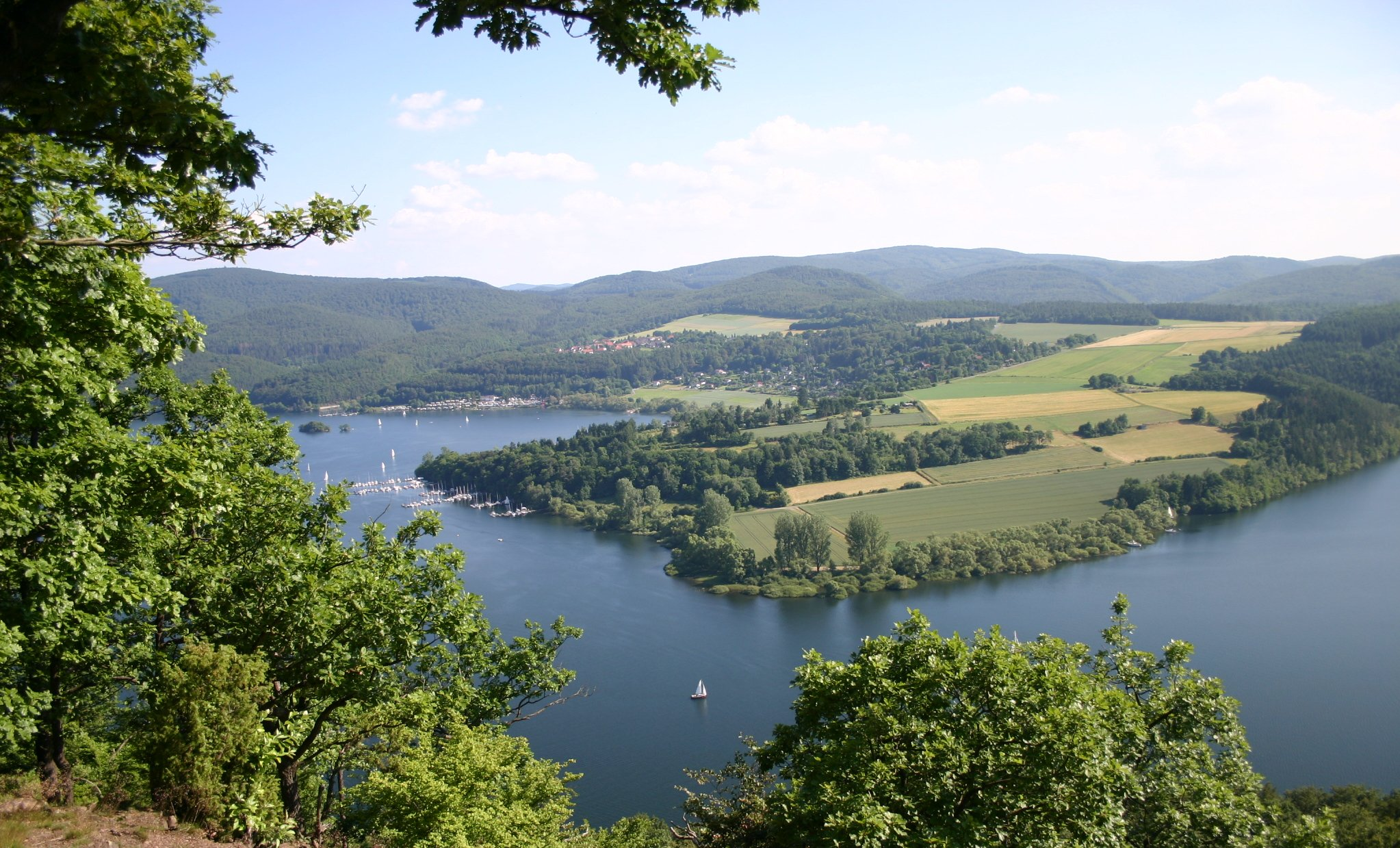
Edersee nhìn từ trên cao

Edersee là một hồ chứa nước, rộng 11,8 km² ở Waldeck-Frankenberg, Hessen, Đức với sức chứa 199,3 triệu m³. Nó có diện tích rộng thứ 2, và thể tích lớn thứ 3, của tất cả các hồ chứa nước ở Đức. Nó nằm trên phụ lưu sông Fulda của sông Eder đằng sau đập Edersee cao 48m.
Đập và hồ chứa nước Edersee chủ yếu là cung cấp nước cho các tuyến đường thủy liên bang Oberweser và Mittellandkanal. Ngoài ra, nó cũng được dùng để bảo vệ các vùng đất phía dưới khỏi bị lũ lụt, sản xuất năng lượng điện và giải trí.
Nằm trong Công viên Tự nhiên Kellerwald-Edersee và Vườn quốc gia Kellerwald-Edersee với Lâu đài Waldeck nằm trên đồi, Edersee và khu vực xung quanh tạo thành một khu vực giải trí diện tích lớn.

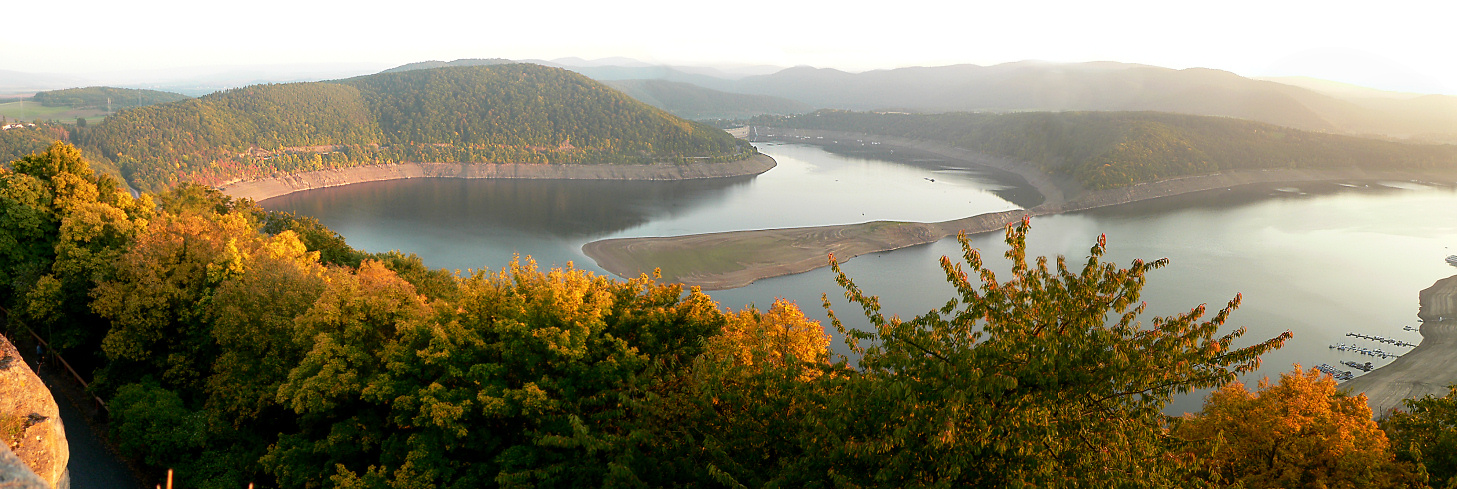
Edersee với mực nước thấp